# Радослав Радев (филолог)
 Тази статия е за литературния историк.  За тенисиста вижте Радослав Радев (тенисист).  
Радослав Димитров Радев е български литературен историк, професор във Великотърновския университет.

## Биография
Радослав Радев е роден на 5 октомври 1954 г. в град Главиница, Силистренско. През 1973 г. завършва средно образование в Механотехникума в Силистра, през 1979 г. завършва Българска филология във Великотърновския университет „Св. св. Кирил и Методий“, където става последователно асистент (1981-1986), старши асистент (1986-1992), главен асистент (1992-1996), доцент (1996-2010) и професор (2011) по методика на литературното обучение.
През 1990 г. защитава докторска дисертация на тема „Белетристичната традиция на Българското възраждане и прозата на Иван Вазов“ и получава научната степен „кандидат на науките“.
През 1992 г. специализира в Белградския университет (Сърбия), а през 2003 г. – в университета „Св. св. Кирил и Методий“ (Република Македония).
Редактор на алманах „Света гора“.